# Tridacninae
Tridacninae zijn een onderfamilie van tweekleppigen uit de familie Cardiidae.

## Taxonomie
De volgende geslachten zijn bij de onderfamilie ingedeeld:
- Hippopus Lamarck, 1799
- Tridacna Bruguière, 1797

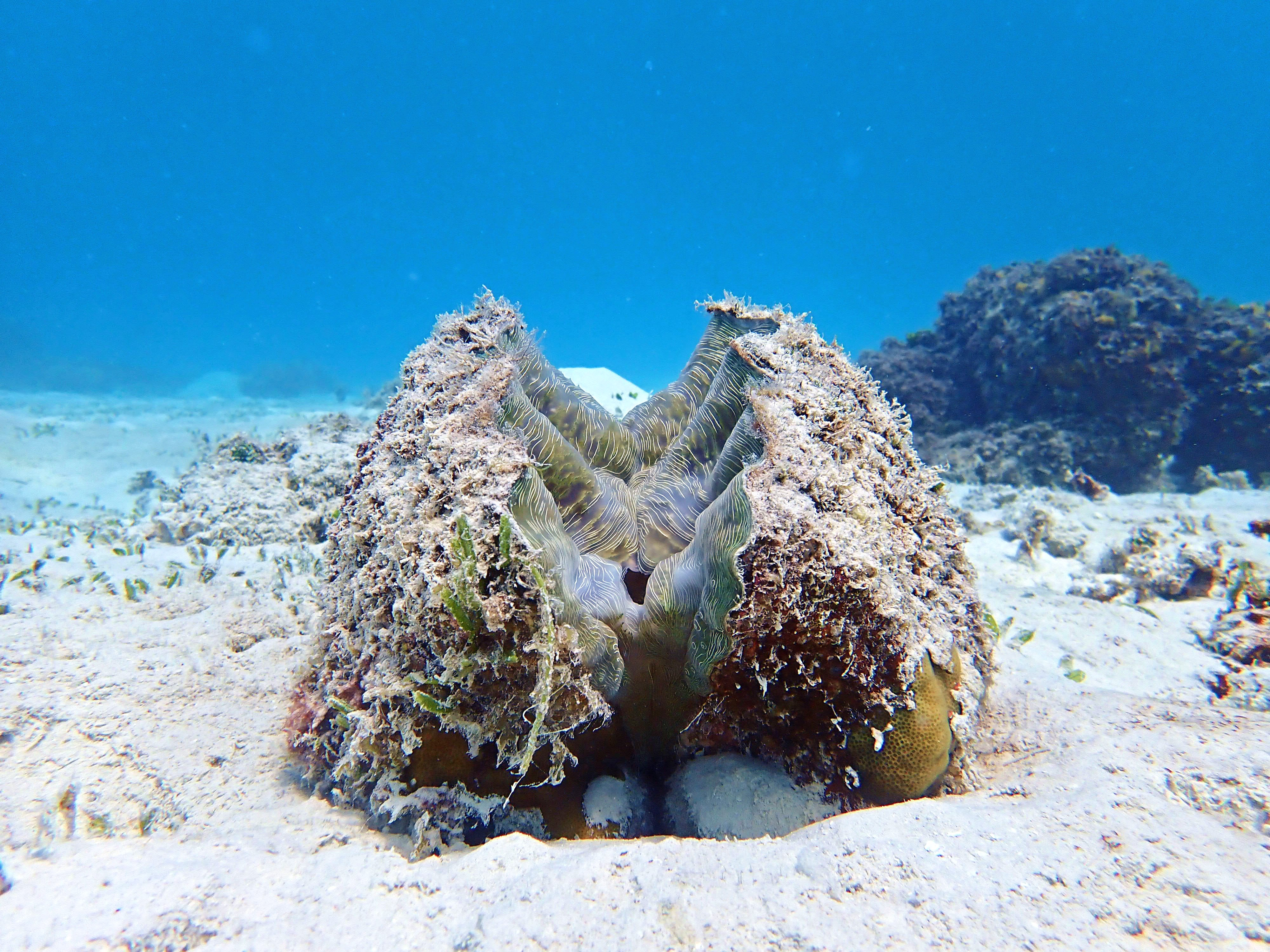
Hippopus hippopus (Vanuatu)
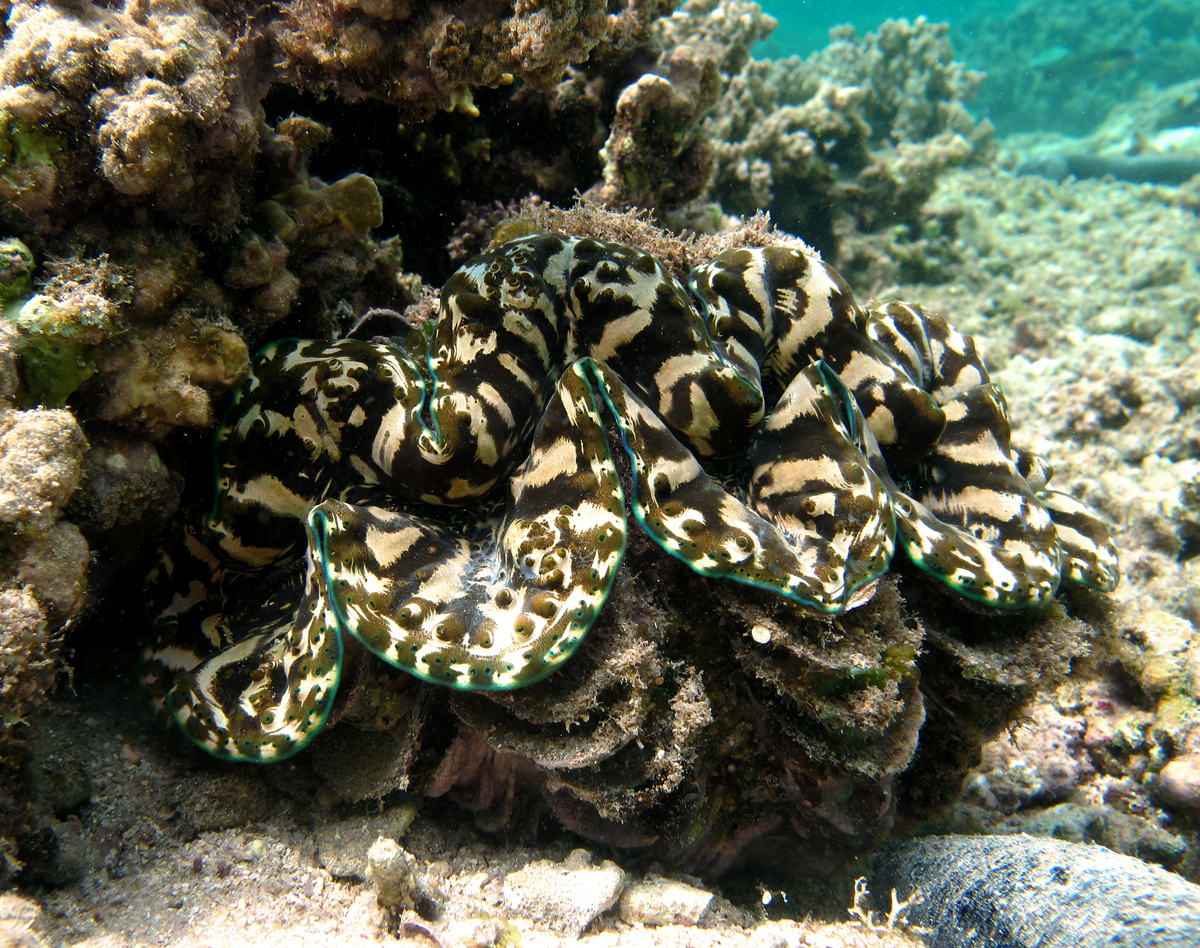
Tridacna squamosa (La Réunion)
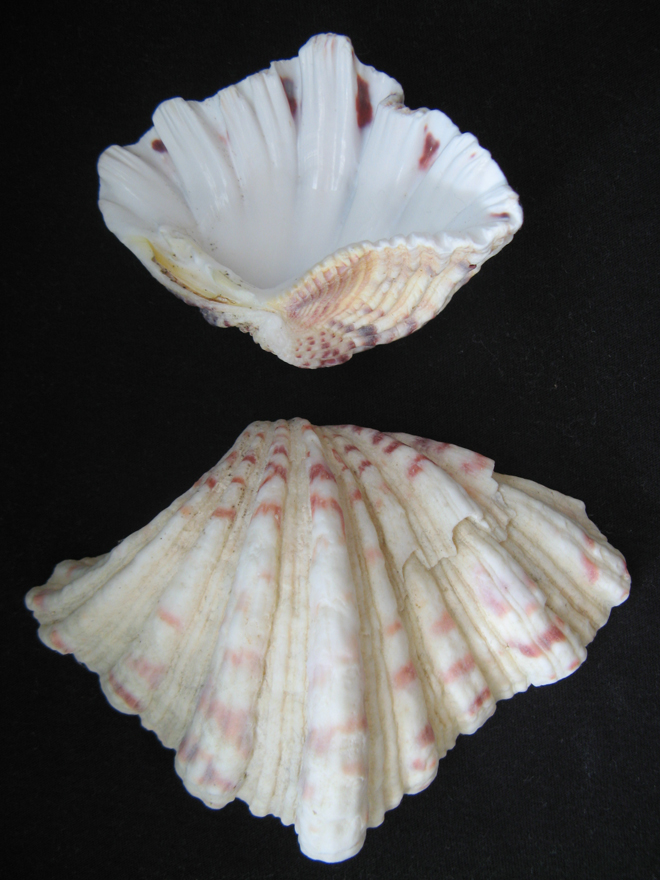
Hippopus hippopus
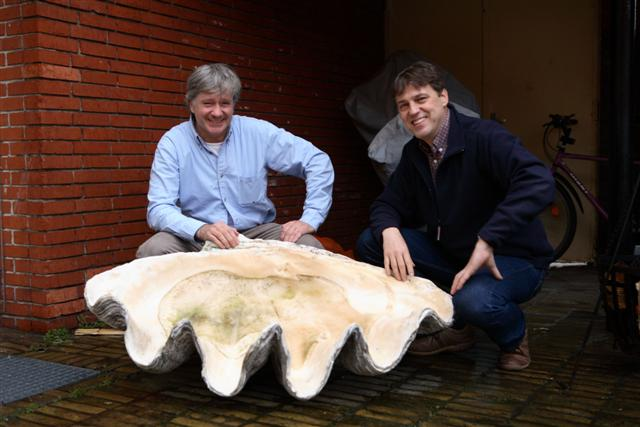
Tridacna gigas